# أيبيك بوكويف
أيبيك بوكويف (بالإنجليزية: Aibek Bokoev) (مواليد الاتحاد السوفييتي) لاعب كرة قدم قيرغيزستاني دولي يجيد اللعب في خط الوسط . يلعب حاليا لصالح نادي أبديش أتا كانت القيرغيزستاني منذ 2009 .

## وصلات خارجية
- أيبيك بوكويف على موقع قاعدة بيانات كرة القدم.إي يو (الإنجليزية)
- أيبيك بوكويف على موقع ناشيونال فوتبول تيمز (الإنجليزية)
- أيبيك بوكويف على موقع Soccerway.com (الإنجليزية)